# Bánh hòn

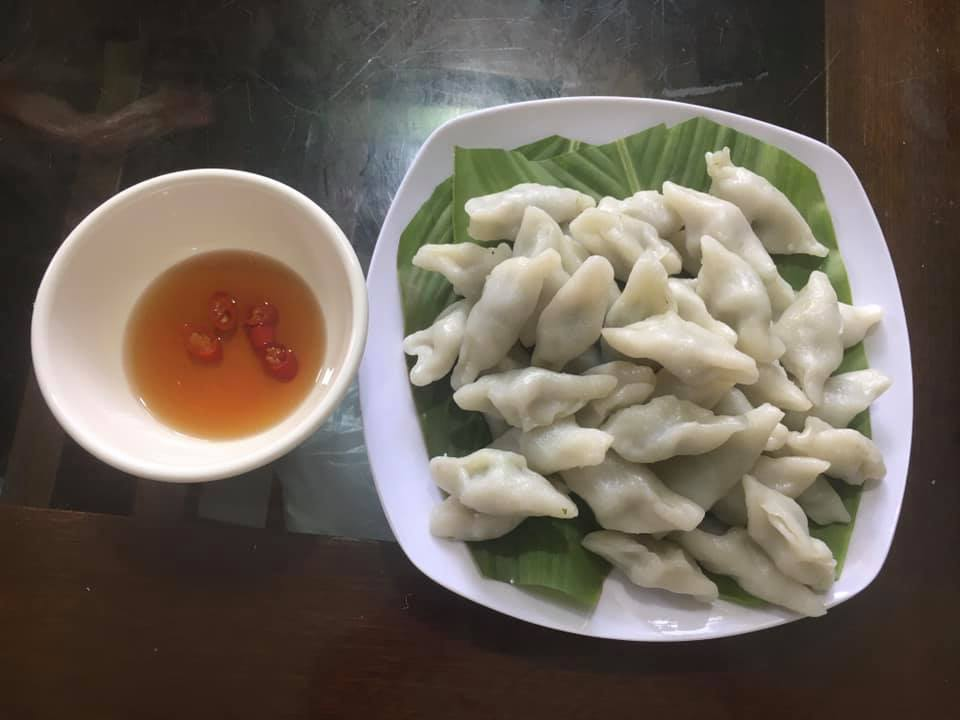
Bánh hòn ở Tam Hiệp, Phúc Thọ, Hà Tây cũ

Bánh hòn tai ở Phú Thọ

Bánh hòn còn gọi là Bánh hòn tai hay Bánh tai là một loại bánh đặc sản của Xứ Đoài được làm từ gạo tẻ. Ở Phú Thọ, bánh hình bán nguyệt cỡ 10 cm, nhân chỉ có thịt và thường cắt ra ăn nguội. Ở Hà Tây cũ, bánh hình thoi tầm 5 cm, nhân tóp mỡ và hành lá, ăn nóng và ít khi chấm mắm. Ở Vĩnh Phúc, bánh hình tròn khoảng 2–3 cm, nhân thịt và mộc nhĩ, ăn kèm rau húng.

## Cách làm

Bánh hòn ở Hương Canh, Bình Xuyên, Vĩnh Phúc

Gạo tẻ ngon được đãi sạch, ngâm nước từ ba đến bốn tiếng, sau đó đem nghiền mịn thành bột nước và thêm chút muối. Gặn bột qua vải dày sao cho thành khối kết dính, đem đồ một lần cho chín dở và nhân lúc còn nóng thì trộn hoặc giã đều.
Nhân bánh được làm từ thịt hoặc tóp mỡ với hành khô hoặc hành lá, quện nhuyễn cùng gia vị. Nếu thêm mộc nhĩ thì xay rất nhỏ và phải xào sơ qua trước.
Do bột đã chín dở nên cả gia đình phải tập trung nặn bánh luôn, không để được lâu. Tùy nơi mà kích cỡ to nhỏ và hình dạng thay đổi chút. Sau đó xếp vào khay hoặc chõ để đồ (hấp cách thủy) lần 2.
Ngày xưa người ta thường ủ bánh nóng trong thúng tre được lót nhiều lớp lá chuối hay lá dong để giữ nhiệt, sau đó quảy gánh đi quanh làng, khi bán cũng gói bằng lá và buộc bằng rơm.